# HIV/AIDS의 역학

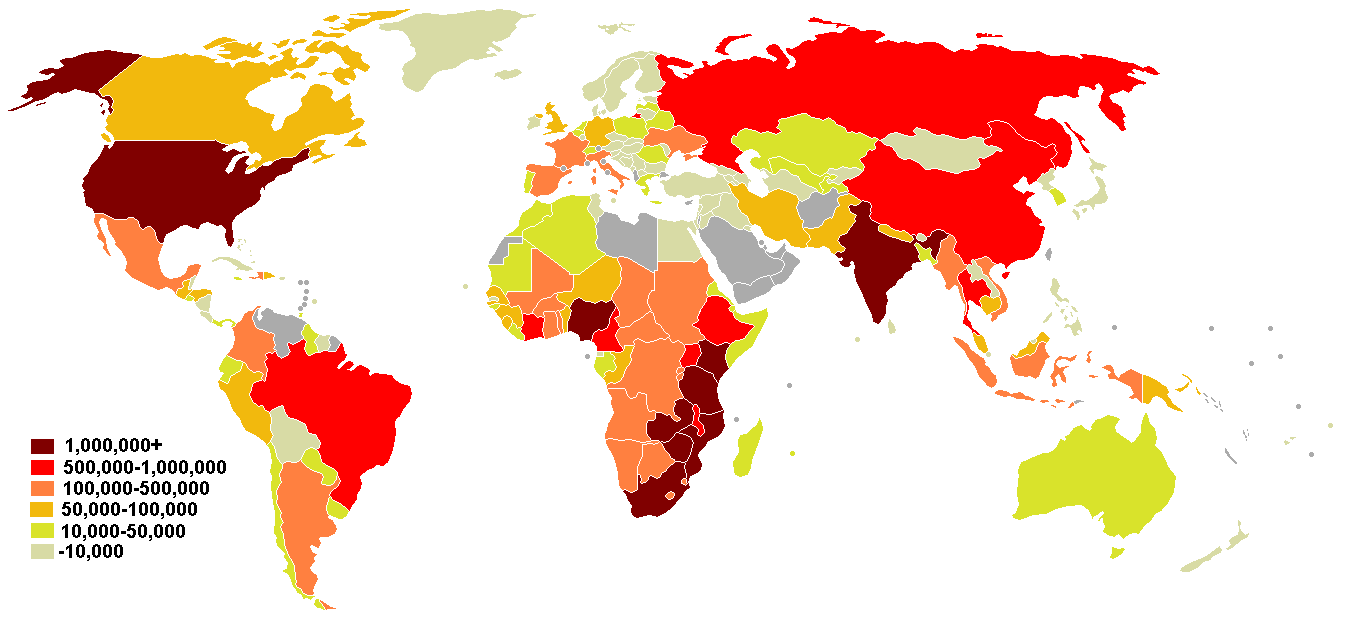
2008년의 후천면역결핍증후군의 감염자 수

몇몇 사람들은 HIV/AIDS, 즉 인간의 면역 결핍 바이러스를 세계적인 유행병으로 간주하고 있다. 하지만 세계보건기구는 현재 HIV를 묘사하기 위해 '글로벌 전염병'이라는 용어를 사용하고 있다. 2018년 전 세계적으로 약 3790만 명이 HIV에 감염되어 있고, 2018년 에이즈 사망자는 약 77만 명이었다. 2015년 The Lancet에 발표된 Global Burden of Disease Study 보고서에 따르면, 전 세계 HIV 감염 발생률이 1997년에 최고조로 연간 330만 건으로 추정했다. 전 세계 발병률은 1997~2005년, 연간 약 260만 명으로 급감했으나 2005~2015년에는 일정한 정도를 유지했다.사하라 사막 이남의 아프리카가 가장 큰 영향을 받는 지역인데 2018년, 새로운 HIV 감염 환자의 약 61%가 이 지역에서 발생했다. 최근 17년 간 서유럽과 중유럽, 북아메리카에서 유병률은 HIV 감염자 중 에이즈 발생률이 감소하여 사망률 역시 낮아졌다. 예방율은 2000년 0.06에서 2017년 0.03으로 떨어졌다. 아프리카 동부와 남부에서 HIV에 감염된 사람들의 HIV 감염과 사망률이 지속적으로 감소함에 따라 이 비율 역시 2000년 0.11에서 2017년 0.04으로 낮아졌다. 아시아·태평양(2017년 0.05), 중남미(2017년 0.06), 카리브해(2017년 0.05), 서부·중부 아프리카(2017년 0.06) 등에서 긍정적으로 진행되고 있다.
남아공은 2017년 기준 감염자가 706만 명으로 전 세계 어느 나라보다 HIV 감염자가 가장 많다. 탄자니아에서는 2017년 15~49세 탄자니아 성인 중 에이즈 감염률이 4.5%에 이르는 것으로 보고됐다.
동남 아시아(전 세계 인구의 30%가 거주하는 지역)는 약 400만 명(2010년 기준)으로 추산되며 2010년에는 약 25만 명이 사망하였다. 특히 약 250만 건이 인도에서 발생하였는데, 유병률이 약 0.3%정도로 낮았다. (서유럽과 중부유럽 또는 캐나다에서 더 높은 경우도 일부 있음) 유병률은 동아시아에서 0.1%로 가장 낮았다.
2017년 미국에서 약 백만 명의 사람들이 HIV에 감염되었고, 그중 14%는 감염된 것을 스스로 인지하지 못했다. 2017년 영국에서 HIV 감염 진단을 받은 9만 3385명(남성 6만 4472명, 여성 2만 8877명)이 에이즈 진료를 받았고 사망자는 428명이다. 감염자 중 4만 2739명(거의 50%)이동성애자 또는 양성애자이다. 호주에서는 2017년 기준 약 2만 7545건이 발생했다. 캐나다의 경우 2016년 기준 약 6만 310명이 감염되었다.
에이즈는 1981년에 처음으로 인정되었고, 1983년에 HIV가 발견되어 에이즈의 원인으로 확인되었으며, 2009년까지 에이즈는 거의 3천만 명의 사망자를 발생시켰다.

## 국제적 HIV 데이터
1981년 HIV/AIDS의 첫 사례가 보고된 이후, 비록 드물기는 하지만, 전세계적으로 가장 널리 퍼지고  치명적인 유행성 전염병 중 하나이다. The Center for Disease Control는 HIV가 세계 여러 지역에서 계속 심각한 건강 문제가 되고 있다고 언급하고 있다. 전 세계적으로 2018년에 보고된 HIV의 새로운 환자는 약 170만 명이고 전 세계에서 약 3790만 명이 HIV에 감염된 채로 생활하고 있었으며, 이 중 2450만 명이 항레트로바이러스 치료제(ART)로 불리는 HIV를 치료하는 약을 복용중이다. 2018년에 약 77만 명의 사람들이 에이즈 관련 질병으로 사망했다.
세계적으로 많은 사람들이 HIV/AIDS로 고통받고 있지만, 큰 영향은 한 지역에서 만연하는 경향이 있다. CDC는 사하라 이남 지역과 같은 지역이 전 세계적으로 HIV와 에이즈의 영향을 가장 많이 받고 있으며, 새 HIV 감염의 약 61%를 차지하고 있다고 보고하고 있다. HIV와 에이즈의 영향을 많이 받는 다른 지역들로는 아시아와 태평양, 라틴 아메리카와 카리브해, 동유럽, 중앙아시아가 있다.
AVERT는 1986년에 만들어진 국제 에이즈 자선단체로 HIV와 에이즈에 관한 최신 정보와 교육 프로그램을 전세계적으로 많이 영향을 받는 개인과 지역에 우선 순위를 두어 제공하기 위해 지속적인 노력을 기울이고 있다. AVERT는 의료 환경에서 차별 및 인권 침해가 발생할 수 있으며, 이로 인해 의료 서비스에 접근하거나 양질의 의료 서비스를 누릴 수 없다고 주장했다. 검사에 대한 접근성은 또한 국가들이 전염병에 조치를 취하는 반응과 속도에 중요한 역할을 했다. 전 세계적으로 HIV에 걸린 사람들의 약 81%가 2019년 HIV 상태를 알고 있었으나 나머지 19%(약 710만 명)는 여전히 HIV 검사를 받지 못하는 실정이다. HIV 검사는 HIV 예방, 치료, 관리 및 지원 서비스의 필수불가결 요소로 HIV 검사는 초기에 발병한 HIV의 상태를 탐지하고, 도움을 구하며, 선제적인 안전 예방 조치를 통해 더 이상의 확산을 예방할 수 있기 때문에 전세계 개인에게 HIV 검사를 제공하는 것이 중요하다.
2019년에는 전 세계적으로 약 3천 8백만 명의 에이즈 환자가 발생했다. 이 중 성인은 3620만 명, 15세 미만 아동은 180만 명이었다.

## 지역별
전염병은 지역 내에서도 균일하지 않으며, 일부 국가에서는 다른 국가들보다 고통받고 있다. 그리고 한 국가 안 지역 간 감염 수준의 편차가 크다. 예방 활동에도 불구하고, 세계 대부분의 지역에서 HIV 감염자 수가 계속 증가하고 있는데, 사하라 이남 아프리카는 2010년 말 전 세계 전체의 68%인 2,290만 명으로 추산되고 있다.
남아시아와 동남아시아는 전 세계 전체의 12%로 추정된다. 새로운 감염 비율은 1997년과 2005년 사이에 더욱 급속하게 감소된 후 2005년 이후 약간 하락했다. 항레트로바이러스 요법이 널리 보급됨에 따라 2005년 이후 연간 에이즈 사망자는 지속적으로 감소하고 있다.
| 지역별               | HIV 감염 추정 유병률 (성인과 어린이의 경우) | 2010년 동안의 성인 및 아동 사망 추정치 | 성인 유병률(%) |
| -------------------- | ------------------------------------------- | -------------------------------------- | -------------- |
| 세계                 | 31.6–35.2                                   | 160만–190만                            | 0.8%           |
| 사하라 이남 아프리카 | 21.6–24.1                                   | 120만                                  | 5.0%           |
| 동남 아시아          | 3.6–4.5                                     | 250,000                                | 0.3%           |
| 동유럽과 중앙아시아  | 1.3–1.7                                     | 90,000                                 | 0.9%           |
| 라틴 아메리카        | 1.2–1.7                                     | 67,000                                 | 0.4%           |
| 북아메리카           | 1–1.9                                       | 20,000                                 | 0.6%           |
| 동아시아             | 0.58–1.1                                    | 56,000                                 | 0.1%           |
| 서유럽과 중부유럽    | 0.77–0.93                                   | 9,900                                  | 0.2%           |

### 사하라 이남 아프리카

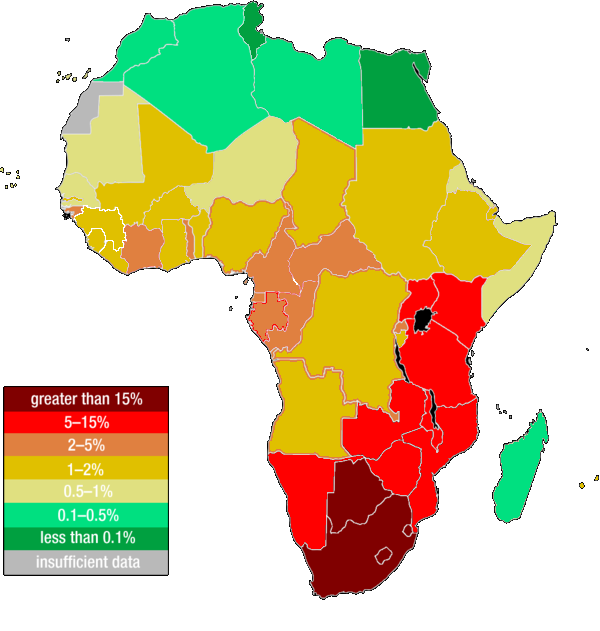
2011년의 아프리카의 HIV 감염자 추정치

1990년대의 사하라 사막 에이즈로 인한 기대수명 그래프

사하라 이남 아프리카 지역은 여전히 가장 피해가 심한 지역이다. 전 세계 인구의 12%가 조금 넘는 아프리카 사하라 이남 지역에서 HIV 감염이 만연하고 있고 전체 인구의 3분의 2가 HIV에 감염되어 있다. 성인 HIV 유병률은 5.0%로 총 2,160~2,410만 명이 영향을 받고 있다. 그러나 실제 유병률은 지역마다 차이가 있다. 현재 남아공은 이 지역 대부분의 국가에서 성인 유병률이 20%를 넘고 스와질랜드와 보츠와나에서도 30%를 넘어서는 등 가장 큰 타격을 받는 지역이다. 2000년에서 2017년 사이 사하라 이남 아프리카 전역에서 유병률을 분석한 결과, 일부 국가는 다른 지역 간 유병률에서 5배 이상의 차이를 보이며, 국가 이하의 수준에서 유병률에서 높은 차이를 보였다.
동아프리카 역시 일부 국가에서는 10%가 넘는 비교적 높은 유병률을 보이고 있지만 이 지역에서는 유행이 감소하고 있다는 징후가 나타나고 있다. 반면에 서아프리카는 대유행의 영향을 훨씬 덜 받았다. 몇몇 국가의 유병률은 2~3% 정도이며 10%를 넘는 나라는 없는 것으로 알려졌다. 이 지역에서 가장 인구가 많은 나라 중 하나인 나이지리아와 코트디부아르에서는 성인의 5~7%가 바이러스에 감염된 것으로 보고되고 있다.
사하라 이남 아프리카 전역에서 남성보다 더 많은 여성이 HIV에 감염되고 있으며, 감염된 남성 10명당 13명의 여성이 감염되고 있다. 이런 성 격차는 계속 커지고 있고 이 지역 전체에서, 여성들은 남성들보다 더 이른 나이에 HIV에 감염되고 있다. 특히 여성과 남성의 감염자 차이는 젊은 층(15~24세)에서 가장 두드러진다. 이 연령대에서는 남성 10명당 36명의 여성이 HIV에 감염되었다. 이는 성병 전염, 문란한 문화, 안전하지 않은 수혈, 그리고 일부 지역의 위생과 영양 상태가 좋지 않은 것은 모두 HIV-1 전염을 촉진하는 요인이 될 수 있다.
모자 간 전염은 개발도상국에서 HIV-1을 전염시키는 또 다른 요인이다. 검사 부족, 산후 요법 부족, 감염된 모유 수유를 통해, 개발도상국에서 태어난 59만 명의 유아들이 매년 HIV-1에 감염된다. 2000년 세계보건기구는 아프리카에서 수혈 된 혈액 단위의 25%가 HIV 검사를 받지 않았으며, 아프리카에서 수혈 된 HIV 감염의 10%가 혈액을 통해 감염되었다고 추정했다.
열악한 경제 여건과 성교육 부족이 높은 감염률을 초래한다. 일부 아프리카 국가에서는 경제 활동을 하는 성인 인구의 25% 이상이 HIV 양성이다. 가뭄이나 급속한 자연 재해, 전쟁으로 인한 열악한 경제 여건 때문에 젊은 여성과 소녀들이 살기위해 성을 팔도록 강요받을 수 있다. 설상가상으로, 연구는 이러한 비상사태가 그들에게 피해를 입히고 잠재적 '고객'의 수가 줄어들면, 여성들은 피임약을 사용하지 않는 등 더 큰 위험을 강요 받는다는 것을 보여준다.
에이즈 부정론자의 정책은 항레트로바이러스 약물의 유통을 위한 효과적인 프로그램의 창설을 방해해 왔다. 타보 음베키 전 남아공 대통령의 부정주의 정책으로 수십만 명의 불필요한 사망자가 발생했다. UNAIDS는 2005년 남아프리카에서 HIV에 감염된 사람이 550만 명으로 전체 인구의 12.4%에 달할 것으로 추산하고 있다. 이는 2003년 이후 20만명이 증가한 것이다.
비록 HIV 감염률은 다른 아프리카 국가들에 비해 나이지리아에서 훨씬 낮지만, 나이지리아의 감염 인구는 2003년 말까지 약 360만 명이라고  추정했다. 반면 우간다, 잠비아, 세네갈, 그리고 가장 최근 보츠와나는 HIV 확산을 늦추기 위해 교육 조치를 시작했고, 우간다는 실제로 HIV 감염률을 줄이는 데 성공했다.

### 중동과 북아프리카
중동과 북아프리카의 성인 인구(15~49살)에서 HIV/AIDS 유병률은 1990~2018년 0.1% 미만인 것으로 추정된다. 이 수치는 세계 다른 지역에 비해 유병률이 가장 낮은 수준이다.
MENA에서는 2018년 현재 약 24만 명이 HIV에 감염된 상태로 살고 있으며, 이란이 HIV에 감염된 인구의 약 4분의 1(6만1000명)을 차지하고 있으며, 수단(5만9000명)이 그 뒤를 따르고 있다. 수단(5200명), 이란(4400명), 이집트(3600명) 등이 메나(MENA) 신규 감염 건수의 60% 이상을 차지했다. 이 지역에서 에이즈 관련 사망자의 약 3분의 2가 2018년 한 해 동안 이들 국가에서 발생했다.
유병률은 낮지만 이 지역에선 우려의 목소리가 여전하다. 첫 째로, 새로운 HIV 감염과 에이즈 관련 사망자의 세계적인 감소 추세와 달리, MENA에서는 그 수가 지속적으로 증가하고 있다. 둘 째로는, 전 세계 항레트로바이러스 치료를 받는 비율(62%)과 비교하면 메나 지역 치료를 받는 비율(32%)이 훨씬 못 미치고 있다. ART(항레트로바이러스 치료)의 참여가 낮은 경우, 에이즈 관련 사망자 증가와 태아의 HIV 감염 위험도 높아지는데, MENA(24.7%)가 남아프리카(10%) 아시아 태평양(17%) 등 다른 지역에 비해 상대적으로 높은 비율을 보이고 있다. 이 지역에서 고위험군인구는 주사제 복용자, 여성 성노동자, 남성과 성관계를 가진 남성으로 파악되었다.

### 동남/남아시아
남아시아와 동남 아시아의 지리적 크기와 사람의 다양성은 그 지역마다 HIV를 다른 아형을 만들었다.
남아시아와 동남아시아에서 HIV 유행은 주로 마약 사용자, 남성과 성관계를 맺고 있는 남성, 성노동자와 그들의 고객에 집중되어 있다. 특히 필리핀에서는 새로운 감염의 원인의 대다수를 남성 간 성교가 차지하고 있다. Louie Mar Gangcuangco박사와 University of the Philippines-Philippine General Hospital 동료들이 실시한 HIV 감염 연구에서 Metro Manila에서 남성 동성애자 406명을 검사한 결과 HIV 유병률은 11.8%(95% 신뢰 구간: 8.7~15.0)로 나타났다. 특히 이주민은 취약한편으로 인도로 이주한 이주민 중 방글라데시의 출신의  67%, 네팔의 출신 중 41%가 감염되었다. 이는 부분적으로 인신 매매와 착취 때문이기도 하지만, 일자리를 찾아 기꺼이 인도에 가는 이주민들은 추방에 대한 우려 때문에 국가 보건 서비스를 이용하는 것을 껴려하는 경우가 많기 때문이다.

### 동아시아
동아시아의 전국 HIV 유병률은 성인(15~49살) 그룹에서 0.1이다. 하지만 많은 동아시아 국가들의 많은 인구 때문이라도 이 낮은 HIV 유병률 또한 여전히 많은 사람들이 HIV에 감염되어 있다는 것을 의미한다. 대부분의 감염자는 중국이고 중국에서의 HIV의 확산의 대부분은 약물 투여와 성매매를 통해서 일어난다. 감염자의 수 43만에서 150만 명으로 추정되었고, 일부 추정치는 훨씬 더 높게 나타났다.
특히 허난 지방의 농부들이 감염된 피를 가지고 수혈을 해 감염 추정치가 수만 명에 이르게 되었다. 일본에서는 공식적으로 HIV/AIDS 환자 중 절반 이상이 남성 동성애자 사이에서 발생하는 것으로 기록되고 있으며, 나머지는 이성애자들 사이에서 발생하며 약물 남용을 통하거나 알 수 없는 경로로 기록되고 있다.
동아시아에서 동성간 성관계를 가진 남성은 신규 HIV 감염사례의 18%를 차지하며, 따라서 신규 감염 29%를 차지하는 성노동자 및 성매수 고객들과 함께 주요 큰 영향을 주는 집단이다. 동성과 성관계를 가진 남성들이 아시아·태평양 국가들에서 적어도 5% 이상의 유병률을 보였기 때문에 주목할 만한 측면이기도 하다.

### 아메리카

#### 카리브해
카리브해는 세계에서 두 번째로 많은 영향을 받는 지역으로 15~44세의 성인들 사이에서 에이즈가 사망의 주요 원인이다. 이 지역의 성인 유병률은 0.9%인데, 전국 비율은 최고 2.7%까지 올라간다. HIV 전염은 주로 이성 성관계를 통해 일어난다. HIV/AIDS에 감염된 사람들 중 대다수가 이성애자로 에이즈 환자 3분의 2가 이러한 원인으로 보고 있다. Bermuda와 Puerto Rico를 제외하고는 주사를 통한 HIV 감염은 거의 없는 편이다.
카리브해 내에서 HIV/AIDS 유병률이 가장 높은 나라는 Bahamas로 성인 발병률이 3.2% 정도이다. 그러나 2004년부터 2013년까지의 비율을 비교했을 때, HIV의 새로 진단된 환자 수는 전에 비해 4% 감소했다. 이는 교육 및 치료 약물의 증대로 발병률을 더욱 낮추는 데 도움이 되었을 것이다.

#### 중남미
현재 중남미의 인구의 약 160만 명이 HIV에 감염되어 있으며, 이중 약 0.4 퍼센트의 유병률을 보이고 HIV에 감염된 사람들 중 75%가 항레트로바이러스 치료를 받았다.
아메리카 대륙의 지역에서는 과테말라와 온두라스만이 전국 HIV 유병률이 1%를 넘는다. 이들 국가에서는 HIV 감염 남성이 HIV 감염 여성보다 약 3:1로 많다.
중앙 아메리카에서 HIV/AIDS 발병률이 높아짐에 따라, 적절한 교육이 질병의 확산을 통제하는 가장 중요한 방법으로 떠올랐다. 중앙아메리카에서는 많은 사람들이 치료약을 쉽게 처방 받을 수 없기 때문에 온두라스에서 에이즈로 사망하는 사람은 8-14%에 달한다. 그래서 HIV/AIDS 발병률을 낮추기 위해서는 교육과 약물 접근성이 개선되어야 한다.

#### 미국
1980년대 초 전염병이 시작된 이래 미국에서 121만 6917명이 에이즈 진단을 받았다. 이중 2016년 HIV에 감염된 13세 이상 인구 110만명 중 14%가 감염된 상황을 인지하지 못하고 있다. 가장 최근의 CDC HIV 감시 보고서에서는 2017년 미국에서 새로운 HIV 환자가 38,281명으로 인구 10만 명당 11.8명이라고 추정하고 있다. 그 중  성 성관계를 한 남성이 남성의 HIV 진단 건수 10건 중 약 8건을 차지하고 있다. 지역별로는 2015년 HIV 감염 진단을 받은 사람의 인구 비율(인구 10만명당)이 남부(16.8명)로 가장 높았고, 동북(11.6명), 서부(9.8명), 중서부(7.6명) 순이었다.
HIV의 흔한 전염 원인은 남성 동성애 성관계를 통한 것으로 최근의 연구에서는 6명 중 1명의 동성애자와 양성애자가 HIV에 감염되었다는 것을 보여주었다. 2014년 현재 미국의 경우 13세 이상 모든 남성의 HIV 신규 진단 중 83%, 전체 추정 신규 진단 중 67%가 동성애자와 양성애자 남성이다. 13세부터 24세까지의 남자가 전체 남성 HIV 진단의 92%를 차지했다.
성전환 여성의 HIV 유병률에 관한 자료를 포함한 연구를 검토한 결과, 거의 11.8%가 HIV에 감염되었다고 보고한 것으로 나타났다. 또한 최근의 연구들은 또한 트랜스젠더 여성들이 다른 여성들보다 34배 더 HIV에 걸릴 가능성이 높다는 것을 보여주었다.  2008년 트랜스젠더 여성들 사이의 HIV 연구에서는 그 들중 28%가 HIV 양성 반응을 보였다고 보고했다. '전국 트랜스젠더 차별 조사'에서 흑인 응답자의 20.23%가 HIV 양성이라고 응답했고, 10%가 자신의 상태를 모르고 있다고 추가로 보고했다.
에이즈는 25~54세 흑인 남성과 35~44세 흑인 여성의 사망 원인 3대 중 하나이다. 미국에서는 아프리카계 미국인이 전체 HIV 양성 인구의 약 48%를 차지하고 있으며, 인구의 12%만 차지하고 있음에도 불구하고 새로운 HIV 감염자의 절반 이상을 차지하고 있다. 여성들에게 감염되는 주요 경로는 이성 간 성관계이다. 특히 흑인 여성들은 다른 여성들보다 HIV에 걸릴 확률이 19배 더 높았다.
2008년까지, 젊은 아프리카계 미국 여성들이 HIV 감염의 위험성이 높다는 인식이 증가했다. 2010년에는 아프리카계 미국인이 인구의 10%를 차지했지만 전국적으로 HIV/AIDS 환자의 거의 절반에 달했다. 이러한 불균형은 에이즈에 대한 정보의 부족과 그들이 취약하다는 인식이 적을 뿐만 아니라 건강 관리에 대한 접근성의 부족과 감염 위험성이 높은 남성 성 파트너와의 성관계 가능성이 더 높은 데 기인한다.
1985년 이후, 여성들 사이에서 HIV 감염은 꾸준히 증가하고 있다. 2005년에는 새로운 HIV 감염의 최소 27%가 여성인 것으로 추정되었다. 또한 HIV에 감염된 여성이 폭력에 노출 될 우려가 증가하고 있다. 2012년 연구 분석 결과 HIV 양성 여성의 ' 친한 성 파트너의 폭력'과 PTSD 등 심리적 외상 발생률이 각각 전국 평균의 5배 이상, 2배 이상이었다. 그래서 2013년에는, 백악관은 폭력과 HIV에 감염된 여성을 보호 하기 위해 Interagency Federal Working Group에 의뢰했다.

### 캐나다
National HIV 추정에 따르면, 2018년 말 기준으로 캐나다에 HIV 감염된 사람은 62,050명이다. 이것은 십만명(100,000명) 당 167명의 HIV 감염자가 있음을 의미한다. 또한 8,300명의 사람들이 HIV에 감염되었으나 이를 모르고 생활하는 것으로 추정된다. 2018년 캐나다에서 HIV 신규 감염자는 2,242명이다. 이 수치는 인구 십만명 당 6명이 HIV 감염자가 되었음을 의미한다. 2016년과 비교하였을 때 2018년에 신규 감염자 수는 조금 상승하였다. 2016년 신규 감염자는 1960명이었다. 사망률은 Highly active antiretroviral therapy(HAART) 치료법과 같은 HIV/AIDS를 치료하기 위한 의학의 발전으로 인하여 감소하고 있다.

### 동유럽과 중앙아시아
동유럽과 중앙아시아에서의 HIV 감염자의 빠른 증가는 큰 걱정거리이다. 이 지역에서 2011년 12월 기준 HIV 감염자가 1백 2십 3만명 ~ 3백 7십만명 있을 것으로 추정된다. 그러나 성인(15~49세) 유병률은 1.1%로 낮다. HIV 감염은 1990년대 중반부터 빠르게 증가하였는데, 그 이유로 사회와 경제의 붕괴, 정맥주사용 마약 사용의 증가, 성 노동자의 증가가 있다. 세계보건기구(World Health Organization, WHO)에 따르면 2010년까지 러시아에서 감염으로 보고된 건수가 450,000건 이상이라고 한다. 1995년에는 15,000건이었던 것이 2002년에는 190,000건까지 증가하였다. 어떤 자료들은 실제 감염자 수는 보고된 것의 8배 이상일 것이라 주장하며 2백만명을 넘을 것으로 추정하기도 한다.
우크라이나와 에스토니아 또한 감염자의 수가 증가하고 있다. 각각 240,000명, 7,400명으로 추정되고 있다. 또한 HIV 감염은 30세 미만의 젊은 층에서의 성적 접촉과 마약 사용으로 인해 증가하고 있다. 실제로 이 지역에서 발생한 에이즈의 84% 이상은 26세 미만의 마약을 사용하지 않는 이성애자들에게서 나타났다.

### 서유럽
서유럽의 대부분의 국가에서 에이즈 발생건수는 계속해서 감소되어 왔다. 이러한 감소는 적극적인 교육 캠페인, 수혈 시 사용하는 혈액의 스크리닝, 콘돔 사용의 증가 덕분이다. 또한 서유럽에서의 에이즈로 인한 사망률도 빠르게 감소하고 있는데, 그 이유는 여러 에이즈 치료법(비싸기는 하지만)이 HIV를 억제하는 데에 효과적이기 때문이다.
이 지역에서 HIV에 감염되는 경로는 다양하다. 성매매, 주사용 마약 사용, 수직감염(임신 시 어머니에게서 아이에게로 감염), 남성 또는 여성과의 성교 등으로 HIV는 전파된다. 그러나 서유럽에서 발생하는 신규 감염의 많은 경우는 다른 지역 출신의 HIV 감염자와의 접촉으로 인해 발생한다. 유엔 에이즈 합동 계획(The Joint United Nations Programme on HIV/AIDS, UNAIDS)은 2012년 기준 서유럽에 860,000명의 HIV 감염자가 있는 것으로 추산했다. 이 수치는 1990년 기준으로 360,000명, 2000년 기준으로 570,000명이었다. 이 지역에 감염자가 증가하는 추세는 신규 감염이 계속 발생하는 것과 함께 항바이러스 약물치료로 인해 HIV 감염자의 수명이 연장된 것에 기인한다. 항바이러스 치료법의 적용 덕분에 에이즈로 인한 사망률은 1990년대 후반부터 낮게 유지되고 있다. 그러나 몇 나라의 경우, 많은 비율의 HIV 감염자가 진단되지 않은 상태로 존재한다. 또한 HIV에 신규감염된 사람들 중 일부에게서 항바이러스 약물에 대한 저항성이 발견된다고 있다.

### 오세아니아
오세아니아 지역에서는 국가에 따라 에이즈 및 HIV와 상황이 매우 다양하다. 이러한 이유는 부분적으로 오세아니아 섬들간의 넓은 거리 때문이다. 다른 지역과 비교할 때 이 지역에서의 HIV 유병률은 전반적으로 매우 낮다. 이 지역에서 대부분의 나라를 구성하는 작은 섬 국가들의 경우, HIV 유병률이 0.1% 이하로 매우 낮다. 마찬가지로 오스트레일리아(Australia)의 경우, 유병률은 0.2% 정도로 다른 고소득 국가들에 비해 매우 낮다. 이 지역에서의 감염은 대부분 성적 접촉으로 인해 일어난다. 이 지역에서 HIV 감염자는 2001년 36,000명, 2008년 59,000명으로 추정된다. 또한 신규 감염자는 2001년 5,900명, 2008년 3,900명으로 추정된다.
파퓨아뉴기니(Papua New Guinea)는 오세아니아 지역에서 에이즈 유행병이 가장 심각한 나라 중 하나이다. 유엔 에이즈 합동 계획(UNAIDS)에 따르면, HIV 신규 감염자는 2010년 2600명, 2015년 3100명, 2019년 3300명이다. 15~49세에서의 HIV 유병률은 2010년 0.7%, 2015년 0.8%, 2019년 0.9%이다.

## 에이즈 연구와 사회
2001년 6월, 국제연합(United Nations, UN)은 전 세계적인 건강 이슈인 HIV/AIDS 대유행(pandemic)을 해결하고자 국가간의 공조를 강화하기 위해 특별총회(Special General Assembly)를 개최하였다. 또한 국제연합은 현 상황을 "국제적 재앙(global crisis)"이라고 칭하며, 문제를 해결하기 위해 필요한 자원의 이동을 꾀하였다.
HIV/AIDS 대유행과 관련된 사회적 영향에 관하여, 몇몇의 사회학자들은 에이즈가 "성(sexuality)의 중대한 재의료화(re-medicalisation)"을 유발하였다고 하였다.
미국에서는 2001년 이후부터 HIV에 관한 연구가 광범위하게 이루어지고 있다. 미국 보건복지부(the U.S department of Health and Human Services , HHS)의 지원을 받는 미국 국립보건원(The National Institutes of Health, NIH)은 전 국가적으로 수많은 개인의 건강, 치료, 삶을 향상시켰다. HIV 감염은 일반적으로 에이즈의 전단계이다. 현재 이 바이러스를 완치할 수 있는 치료법은 없다. 그러나 증상을 완화하기 위한 치료방법, 교육 프로그램, 적절한 의료 행위 및 지원이 행하여지고 있다.
미국 국립보건원에서 에이즈 관련 연구는 Office of AIDS Research(OAR)에 의해 조율되고 있다. 이러한 연구는 NIH 및 NIH의 지원을 받은 전 세계의 기관들을 망라하여 모든 NIH 기구 및 센터에 의해 수행되고 있다. 미국 국립알레르기 감염병연구소(National Institute of Allergy and Infectious Diseases, NIAID)와 같은 다른 기관들 또한 에이즈와 관련된 최신 연구 및 치료법을 제공하기 위해 상당한 노력을 기울이고 있다.
미국 국립보건원은 세계의 특정한 지역에서 위험 행동과 HIV/AIDS 발생이 인과관계가 있음을 밝혔다. 계속되는 마약 사용과 이와 관련된 위험 행동(예를 들어, 마약 또는 돈을 얻기 위해 하는 성매매)은 소외된 지역에서 HIV 감염의 위험을 증가시킨다. 미국 국립알레르기 감염병연구소와 그 외의 국립보건원 기구는 마약 사용과 관련된 위험과 마약 사용자들에게서 일어나는 성 접촉으로 인한 감염을 감소시키기 위해 다양한 방법을 고안하고 있다. 많은 기관들은 이 악명 높은 질병의 이해, 진단, 치료, 확산 방지를 위해 전 세계으로 협력하여 일하고 있다. 2018년 기준 매년 HIV 신규감염자 수는 1998년 이후로 40% 감소하였다. 1998년에는 거의 3백만명의 사람들이 바이러스에 감염되었다. 2018년에는 신규감염자 수는 1백 7십만명으로 평균적으로 하루 5,000명 정도가 감염되고 있다.
과학적 연구와 치료의 발전에도 불구하고, 현재까지 HIV/AIDS를 완치할 수 있는 방법은 존재하지 않는다. 그러나 질병을 치료하고, 현대화된 항바이러스 약물 치료를 통해 많은 환자들의 삶을 개선시키려는 노력은 긍정적인 결과를 낳았고, 미래의 언젠가는 이 질병을 완치할 수 있을 것이라 기대하게 한다. The U.S. President's Emergency Plan for AIDS Relief(PEPFAR)는 전 세계적 HIV/AIDS 유행병에 대응하기 위해 미국 정부가 시행하는 정책 중 하나이다. 이 정책은 단일질병을 해결하기 위해 지금까지 시행한 어떠한 정책보다 가장 큰 지원을 하고 있다. 2021년 6월에 발표한 자료에 따르면, PEPFAR은 2천만명의 사람들의 생명을 구하는 데에 기여하였다. 또한 여러 국가들이 HIV 유행병을 통제하고 유엔 에이즈 합동 계획(UNAIDS)의 90-90-90 목표를 달성하는 데에 도움을 주었다고 한다. 90-90-90 목표란 2020년까지 HIV에 감염된 90%의 사람들이 자신의 HIV 상태를 알도록 하는 것, HIV 감염자의 90%의 사람들이 지속적인 항바이러스 치료를 받는 것, 항바이러스 치료를 받는 90%의 사람들이 바이러스 억제효과를 보이는 것을 의미한다.
그 외에도 PEPFAR는 2020년 9월 30일까지 다음과 같은 기여를 하였다. HIV 감염을 방지하게 위해 25.3백만명의 남성들이 포경수술(할례, male circumcisions)을 받는 것을 지원하였다. HIV에 감염된 엄마에게서 태어난 아이들 중 2.8백만명의 아기가 HIV에 감염되지 않고 태어나도록 지원하였다. 18.2백만명의 사람들이 항바이러스 치료를 받는 것을 지원하였다. DREAMS 지역에서 소녀와 젊은 여성의 HIV 신규감염이 감소하도록 지원하였다. 6.7백만명의 고아, 취약 아동, 그들의 보호자들이 치료와 지원을 받는 것을 도와주었다. 29만명의 의료종사자를 훈련시키는 것을 지원하였다. 대략 5천만명의 사람들이 HIV 검사를 받는 것을 지원하였다.
2020년 말까지 전 세계의 27.4백만명의 사람들(HIV 감염자의 73%)이 항바이러스 치료에 접근할 수 있다. 이러한 사실은 여전히 12.6백만명의 사람들은 치료를 받을 수 없음을 의미한다. HIV 치료는 공중 보건에 대한 위협인 AIDS를 박멸하기 위해 필수적이다. HIV에 감염된 것을 알고, 처방에 따라 매일 항바이러스 약물을 복용하며, 검출되지 않을 정도로 바이러스양을 유지하는 HIV 감염자들은 더 오래 생존할 수 있고, 더 건강한 삶을 누릴 수 있다. 또한 HIV에 감염되지 않은 상대방에게 성적 접촉으로 HIV를 감염시킬 위험을 낮출 수 있다.
미국의 도시지역에 HIV 감염이 더 많기 때문에, 농촌지역에 살고 있는 사람들은 대개 HIV 진단 검사를 받지 않는다. 미국 질병통제예방센터(CDC)는 북부와 남부지역 간에 HIV 감염건수에 큰 차이가 있음을 확인했다. 2018년 HIV 신규감염자 비율을 지역별로 볼 때, 인구 십만명당 남부는 15.6을 나타내 가장 높은 비율을 나타내었다. 반면, 북부는 9.9, 중서부는 7.2를 나타내 낮은 경향을 보였다.
미국 질병통제예방센터에 따르면, HIV 감염건수가 가장 많은 인구집단은 동성애자, 양성애자, 남성 간 성교를 한 남성들이었다. 2018년 기준, 동성애자와 양성애자 남성은 미국에서 HIV에 신규감염된 37,968명 중 69%를 차지하였으며, 이들은 또한 신규감염된 남성의 86%를 차지하였다. 그러나 HIV 감염은 이 집단 외에도 다른 집단에게도 영향을 미쳤다. 이성애자들 또한 HIV에 감염되었다. 2018년 이성애자는 전체 신규감염자 37,968명 중 24%를 차지하였다. 이성애 남성은 신규감염의 8%를 차지하였다. 이성애 여성은 16%를 차지하였다.